# Stinkande slemtryffel
Stinkande slemtryffel (Melanogaster ambiguus) är en svampart som först beskrevs av Carlo Vittadini, och fick sitt nu gällande namn av Tul. & C. Tul. 1843. Enligt Catalogue of Life ingår Stinkande slemtryffel i släktet Melanogaster,  och familjen Paxillaceae, men enligt Dyntaxa är tillhörigheten istället släktet Melanogaster,  och familjen slemtryfflar. Arten är reproducerande i Sverige. Inga underarter finns listade i Catalogue of Life.